# Albert von Soest
Albert von Soest, o Albert van Soest, nacido antes de 1550 en Soest, fue un escultor alemán activo de 1567 a 1588 en Lüneburg, donde falleció el año 1589.

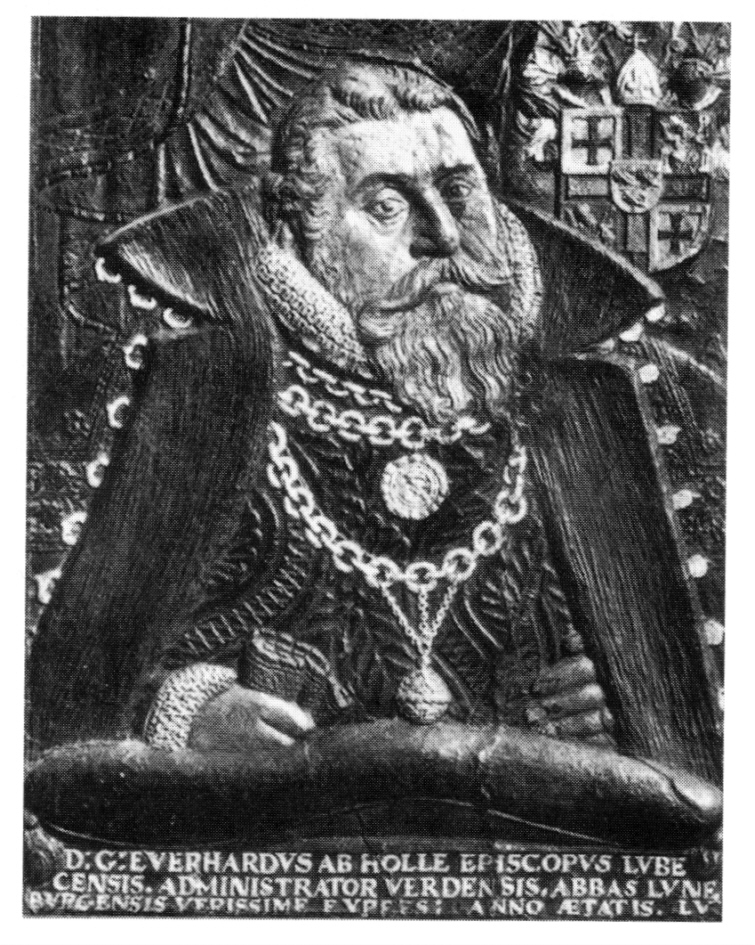
Eberhard von Holle, papel maché

## Datos biográficos
Albert von Soest fue particularmente conocido por las tallas de madera de roble en la Gran Sala del Consejo del Ayuntamiento de Lüneburg, que realizó junto a Gerd Suttmeier.
Aparece en las listas de impuestos de la ciudad de Luneburgo a partir del año 1567 y en 1583 adquirió la ciudadanía. Su trabajo artístico estuvo guiado por la influencia de Alberto Durero. 
Soest fue el autor de retratos en tres dimensiones- sobre todo retratos de personalidades de la Reforma Protestante - relieves en papel maché. Estas obras estaban realizadas a partir de relieves tallados en madera que sirvieron de moldes para reproducir una serie de copias. Un retrato de cartón de Martín Lutero se encuentra expuesto en el Museo Nacional de Dinamarca en Copenhague. Otro igual, así como un retrato de Philipp Melanchthon, se encuentran en las colecciones del Museo Estatal de Schwerin. En el Museo de Lunburg se expone otro relieve, retrato de Jesucristo.
Es el autor de la tumba de Fabian Ludich y de su esposa en la iglesia de Sankt Johannis de Luneburgo.

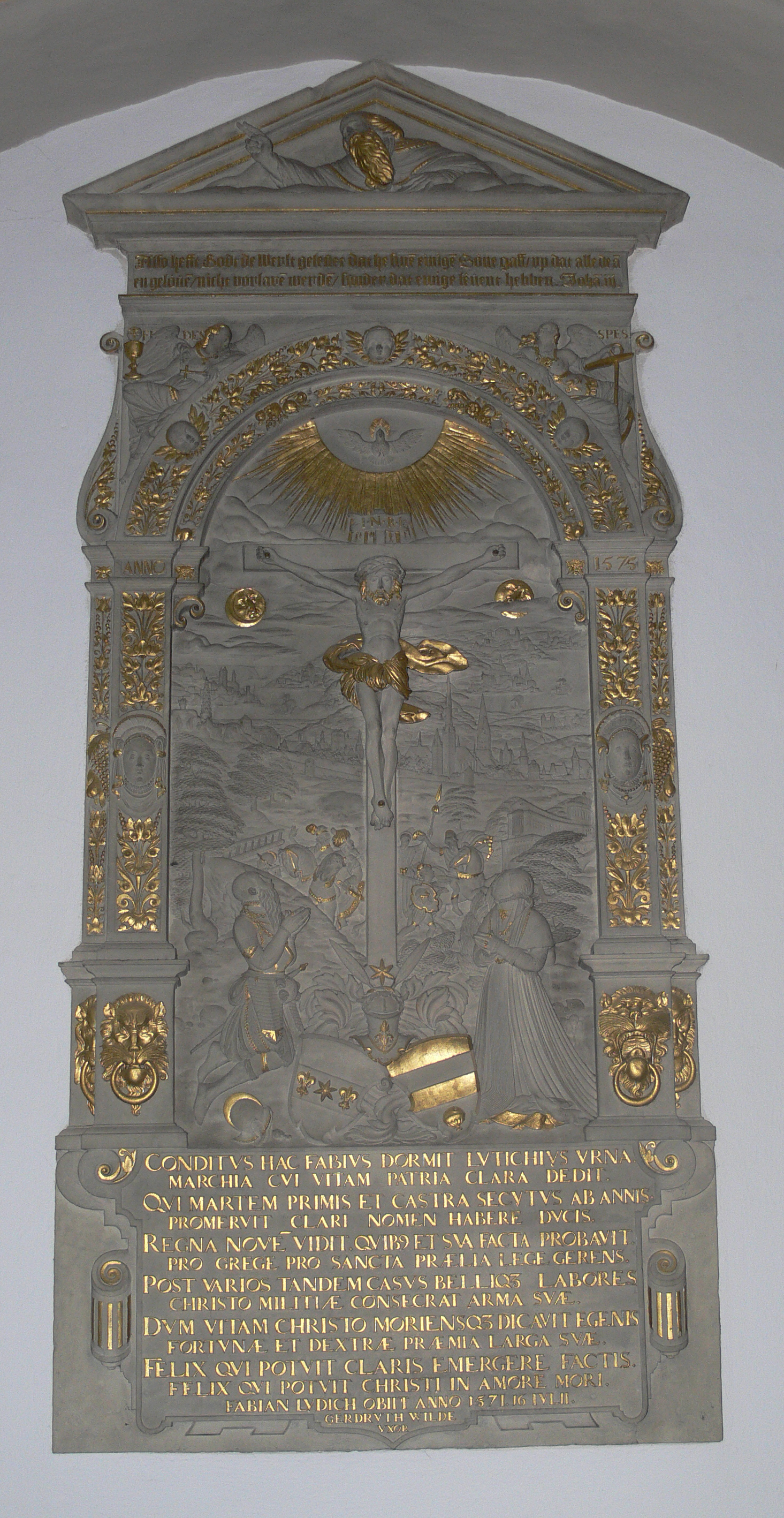
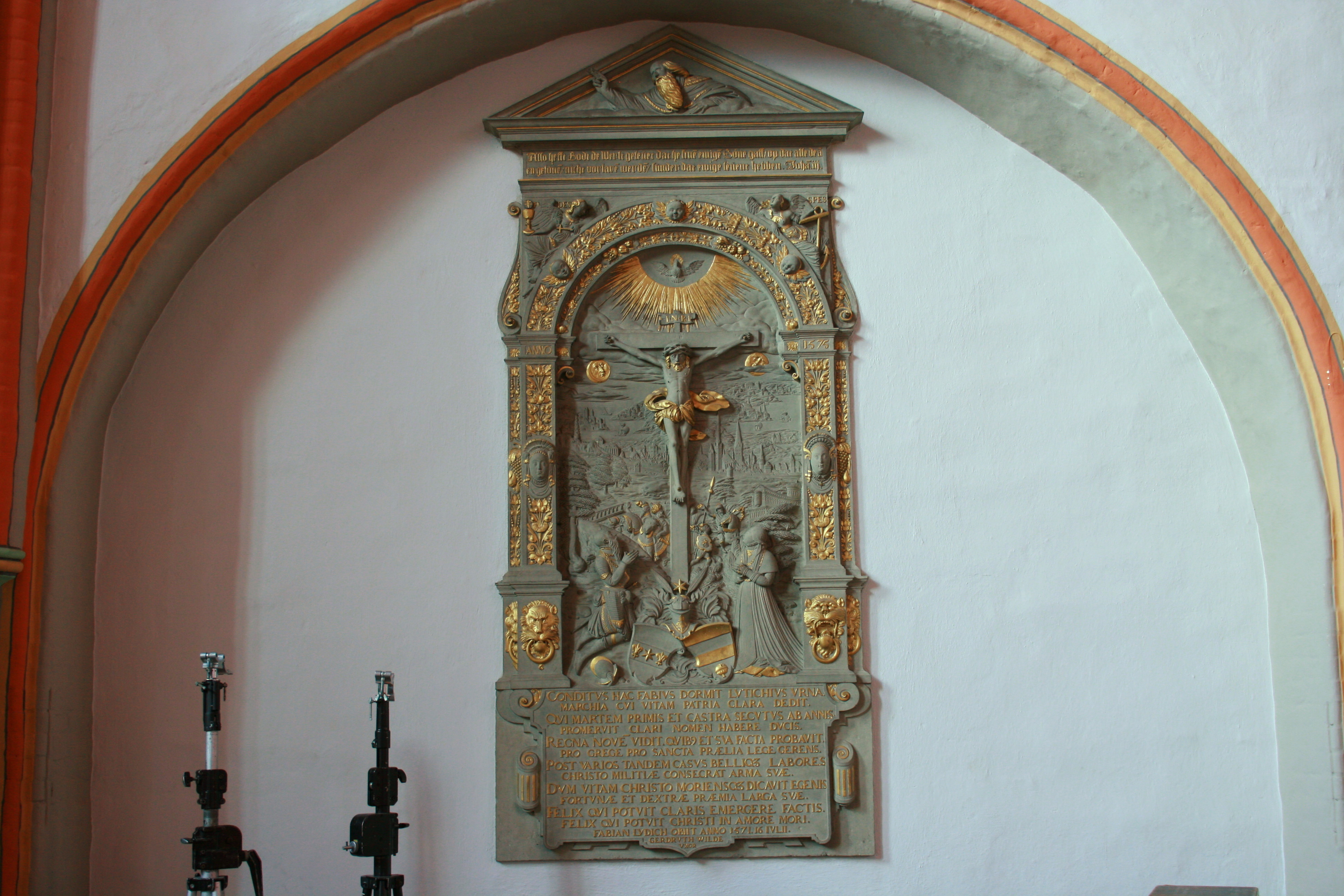
Tumba de Fabian Ludich.

 Pulsar sobre la imagen para ampliar.